# Suicidio en Perú
Perú tiene una de las tasas de suicidio más bajas del mundo, aunque ha fluctuado ligeramente en los últimos años. En 2020, 614 personas se suicidaron.  En 2025, se registraron alrededor de nueve conductas suicidas al día.

## Causas
La causa principal del suicidio en Perú es la depresión. Un estudio por la Agencia Andina de 2021, denotó que el 80% de los suicidios están motivados por la depresión, una enfermedad que afecta a 1 700 000 peruanos, de cual la cuarta parte llega a tratarse, mientras que la quinta parte de ellos reconocen que tienen problemas, pero no toman medidas al respecto, ni medidas de atención médica. El restante 55% ignora que tiene esta enfermedad.

## Actitudes de los medios de comunicación
En 2016, una joven venezolana de 17 años, que estaba en Perú como parte de un grupo religioso hindú, se lanzó de la azotea del Hotel Sheraton del Centro de Lima, que da al Palacio de Justicia.
Usuarios de las redes sociales fueron los primeros en dar la alerta. Incluso, a través de Twitter y YouTube, se divulgaron diferentes fotos y videos.
Los medios de comunicación no tardaron en informar sobre el hecho; sin embargo, algunos de ellos no dudaron, además, en publicar los videos que registraban el preciso momento en que la joven se lanza al vacío.
El Ministerio de la Mujer y Poblaciones Vulnerables se pronunció al respecto. "El suicidio es una tragedia, no un espectáculo. Invitamos a los medios a autorregularse. Esperamos sensibilidad y respeto", señaló en su cuenta de Twitter.
Emil Blondet, psicóloga en consulta privada y consejería, dijo en entrevista con el diario Perú 21 que un medio de comunicación informa sobre una tragedia de esa manera "logra que la gente se desensibilice".
"Es como si le dijeran a la gente que no hay de que preocuparse porque (el suicidio) es normal. Provocan que las personas solo se enfoquen en la noticia de impacto y no en el problema de fondo: el sistema de salud mental en el Perú está por los suelos".
El sociólogo y comunicador Sandro Venturo fue más severo sobre el uso del morbo por parte de los medios y la sociedad. "Somos una sociedad frívola que no se escandaliza por actos como un suicidio, asesinato, tortura o más.
"El cambio en la de sociedad debe empezar por la autorregulación de los periodistas y medios de comunicación. Dejar de darle la mayor importancia a la competencia por la audiencia o el tráfico por internet. Porque pueden llegar a perder el control y terminan promoviendo una sociedad enferma", agregó.

## Suicidio durante la pandemia de covid-19
El número de atenciones aumentó durante la pandemia del covid-19. En pacientes que ya tenían depresión se ha agravado y otros que no lo tenían han caído en esta enfermedad. 
En 2019 hubo 13,877 emergencias psiquiátricas y en 2020; 14 606, por lo que Franz Alvarado Sánchez, jefe de Emergencia del Instituto Nacional de Salud Mental pronosticó que éstas aumentarían en 2021. Además, expresó que el impacto psicosocial de la pandemia ha aflorado problemas de salud mental en las personas y agudizado en los que ya tienen estas patologías, que los lleva a generar crisis que la misma familia muchas veces no puede manejar.
En los primeros 8 meses de 2021, solo en el Puente Chilina de Arequipa, se intervinieron a 40 personas que intentaban saltar de éste, mientras que solo una logró su cometido.
Muchas personas que padecen esta enfermedad no saben cómo manejar las situaciones de crisis. Por ello, el soporte de la familia y de las amistades más cercanas es vital para que las personas que sufren de depresión puedan llegar a superarlo.
El impacto de la covid-19 en la salud mental de los niños y adolescentes no es uniforme; factores diversos como fallecimientos de seres queridos a causa del virus, trastornos mentales de base o vulnerabilidad personal, entre otros, podrían manifestar transitoriamente síntomas de ansiedad o depresión que podrían acabar con el suicidio de un menor de edad.
Los menores con trastornos graves preexistentes se tornan aún más vulnerables debido al desplazamiento, al desamparo y el cambio repentino en sus actividades diarias.
Otro elemento condicionante en estos momentos de emergencia, podría ser la sensación de pérdida. La mayoría tiene a un conocido que ha sido separado de una persona querida por causa del coronavirus, esto también lleva a una depresión. 
La médico psiquiatra del Hospital Víctor Larco Herrera de Lima, Julissa Castro, destacó en entrevista con el portal Gob.pe que la carencia del acompañamiento social de la familia y amistades son factores importantes que explican el aumento de suicidios durante la pandemia.
“Las causas del suicidio son multifactoriales; sin embargo, con mayor frecuencia los pensamientos suicidas pueden ser el resultado de una situación muy abrumadora donde la persona siente que ya no puede afrontar, viendo la autoeliminación como una posible solución. Además, puede existir alguna condición genética sobre todo en quienes tienen antecedentes familiares que han cometido o han tenido intentos suicidas”, indicó. 
En ese sentido, Castro recalcó que es importante que las familias estén atentas a las señales de los potenciales suicidas para evitar lo peor. Si la persona prefiere estar sola y tiene repentinos cambios de humor; aumenta o comienza el consumo de drogas y/o bebidas alcohólicas descontroladamente.
“Se debe buscar a especialistas en el servicio de emergencia psiquiátrica para poder manejar la crisis suicida. El médico tomará la decisión si se requiere algún internamiento, pero lo más importante es el soporte emocional familiar al menos durante el primer mes”, puntualizó.
Asimismo, sugirió que es sustancial conversar acerca del suicidio, mantenerse conectados con la familia y amistades a pesar del distanciamiento físico para una prevención oportuna. 
“En estos tiempos de pandemia se debe evitar los conflictos en el hogar, así como mantener una comunicación asertiva, las rutinas con horarios establecidos de tareas y ocio, y las clases escolares. Además, realizar deporte cumpliendo con todas las medidas de bioseguridad, para lograr un estilo de vida armonioso”, recomendó.

## Turismo de la muerte
Al igual que a México, ocasionalmente ciudadanos extranjeros viajan a Perú debido a la relativa facilidad con que se puede conseguir pentobarbital, mejor conocido en el país sudamericano por su nombre comercial Halatal, que es utilizado en el campo de la veterinaria para anestesiar mascotas o animales de granja para operarlos, o en algunos casos, sacrificarlos.

## Poblaciones vulnerables
La Organización Mundial de la Salud entre otros aspectos, menciona que tasas de suicidio son más elevadas entre los grupos vulnerables y discriminados, que en el caso de Perú son los amerindios, los afroperuanos, los miembros de la comunidad LGBT, los pueblos indígenas, los inmigrantes venezolanos, los reclusos, etc.

### Situación del pueblo indígena awajún
Los awajún, o aguaruna, son un pueblo indígena, originario del Amazonas peruano, asentados en la cuenca del río Cenepa, cerca a la frontera con Ecuador.
Por cierto, antes de leer los párrafos de abajo es importante mencionar que la denominación de "jóvenes" es polémica. Entre los awajún el concepto de adolescencia no es reconocible como una etapa hacia la madurez; el concepto de niño-niña expresa una situación de aprendizaje con un progresivo nivel de independencia; después de los 12 o 13 años nadie usaría esa denominación que incluso podría ser ofensiva para el menor. Son jóvenes desde esa edad hasta que forman familia (aunque se habla de matrimonios jóvenes).
La alta incidencia, la continuidad y el aparente incremento de los casos de suicidio o de intentos de suicidio entre jóvenes del pueblo Awajún es causa de honda preocupación para los padres de familia que, hoy en día y en las comunidades donde los episodios son más frecuentes, sienten esta calamidad como una permanente amenaza para el sosiego de las familias y el equilibrio de las relaciones sociales, acrecentando, como causa y efecto, el malestar cultural que hoy atraviesa el pueblo Awajún. 
Existe acuerdo en la mayor parte de los estudiosos en cuanto al reconocimiento de una casuística compleja que se refleja en la variedad de las explicaciones aportadas por los propios awajún para los diferentes episodios de suicidio o intento de suicidio. Éstos se
refieren generalmente a circunstancias externas inmediatas al propio intento. 
La autarquía de la familia awajún, el alto grado de recato relativo a las intimidades familiares y la extremada emotividad que acompaña al recuerdo de cada suceso entre los allegados más cercanos, dificultan averiguaciones más profundas acerca de la existencia de posibles causas mediatas que, con dificultad, afloran sólo en algunos casos determinados.
Para la mirada de una persona externa que convive con familias awajún es manifiesto el contraste entre un estado de extrema placidez, autodominio, autosuficiencia y autocomplacencia que responde al ideal de la vida bien llevada propuesto por los maestros mitológicos - y que se traduce en una cortesía atenta y afectuosa hacia
el visitante - y los momentos que algunos han descrito como de
furor y que expresan una fuerte determinación para hacer frente a
las perturbaciones generadas a ese ideal de vida. 
El discurso arrogante y bronco de los hombres en escenarios de confrontación, o las airadas expresiones coléricas de las mujeres contrariadas evidencian un tono emotivo que sobrecoge a los terceros pero que, principalmente, se dirigen a manifestar ante la propia mirada
awajún un estado de ánimo culturalmente valorado. 
Es ese temperamento conscientemente construido el que explica el respeto generalizado hacia una nación, visualizada como guerrera, que efectivamente ha dado respuestas muy contundentes a los actos de
agresión de potenciales enemigos.
El equipo encargado de este sondeo sobre casos de suicidio o
intento de suicidio continuado entre los miembros del pueblo
Awajún estima que si algún factor común puede deducirse del total de los casos descritos por la bibliografía o aportados por los informantes durante el trabajo de campo, es una previa conmoción
emocional que pone de manifiesto estados de ánimo que son peculiares del pueblo Awajún; estados de ánimo definidos culturalmente y por tanto, heredados por el individuo. 
Son expresivos de las ideas culturales que los awajún tienen de los estados internos, de cómo, por qué y dónde es que se siente. Esos estados de ánimo al manifestarse en actos, en virtud de un determinado estado de cosas perturbadoras, emiten mensajes que son significativos para este pueblo más allá de lo individual y lo subjetivo.
Si lo anterior es cierto, posiblemente el suicidio o el intento de
suicidio en cuanto iniciativa inscrita en el patrimonio cultural del
pueblo Awajún como respuesta a situaciones perturbadoras -, esté
interiorizado, desde tiempos más o menos históricos, como algo no
insólito entre sus miembros. 
Igualmente los factores que generan resiliencia frente a esa conducta y aquellos que pueden llegar a activarla, se corresponden con fuerzas y debilidades en comportamientos culturalmente definidos. Conocer esos factores y las características de los estados de ánimo peculiares de las personas del pueblo Awajún es una tarea que no se puede afrontar sino desde adentro.
Estando entre los miembros del pueblo Awajún permanente y
universalmente latente la posibilidad del suicidio por razones
arraigadas de tipo psicosocial y cultural - que no se presentan en
otros pueblos sometidos a condiciones similares-, las perturbaciones externas a sus modos de vida podrían ocasionar, entre otros
actos emocionalmente extremados, los atentados contra la propia
vida. 
En definitiva: entendiendo que el suicidio entre los awajún no es únicamente resultado de los cambios recientes en su entorno
- y que cuenta con raíces culturales profundas y posiblemente pretéritas -, sí es cierto que las alteraciones globales, profundas y vertiginosas de su entorno en los tiempos modernos, podrían estar
generando un malestar cultural traumático que estimule el incremento de los episodios de suicidio o de intento de suicidio entre
aquellos de sus miembros que han sido más afectados por estas
perturbaciones o cuyo talante emocional es más vulnerable.
Como se verá en el informe del estado de la situación, el suicidio afecta de manera muy marcada a las mujeres, lo que obliga
a poner atención a las cuestiones de género, evitando trasplantar
prejuicios previos que importen al mundo awajún las características de una problemática que no necesariamente les concierne de
manera similar a las mujeres awajún y a mujeres pertenecientes a
sociedades con valores culturales diferentes.
Otro sector que en los últimos años está sufriendo una epidemia de intentos de suicidio, de acuerdo con versiones apreciativas
de los padres de familia que no han podido ser constatadas con
datos concretos, es el de los jóvenes, mayormente escolares y una
vez más, con marcado sesgo hacia del sexo femenino. Muchos de
los casos referidos afectan a personas consideradas dentro del intervalo de edad que Naciones Unidas considera como "niños".